# Nikolina Knežević
Nikolina Knežević (født 2. juli 2000 i Podgorica, Montenegro) er en kvindelig montenegrinsk håndboldspiller som spiller for ŽRK Budućnost og Montenegros kvindehåndboldlandshold.